# Pseudosphex deceptans
Pseudosphex deceptans là một loài bướm đêm thuộc phân họ Arctiinae, họ Erebidae.